# Namyślin (gromada)
Namyślin (od 1 I 1972 Boleszkowice) – dawna gromada, czyli najmniejsza jednostka podziału terytorialnego Polskiej Rzeczypospolitej Ludowej w latach 1954–1972.
Gromady, z gromadzkimi radami narodowymi (GRN) jako organami władzy najniższego stopnia na wsi, funkcjonowały od reformy reorganizującej administrację wiejską przeprowadzonej jesienią 1954 do momentu ich zniesienia z dniem 1 stycznia 1973, tym samym wypierając organizację gminną w latach 1954–1972.
Gromadę Namyślin z siedzibą GRN w Namyślinie utworzono – jako jedną z 8759 gromad na obszarze Polski – w powiecie chojeńskim w woj. szczecińskim na mocy uchwały nr V/41/54 WRN w Szczecinie z dnia 5 października 1954. W skład jednostki weszły obszary dotychczasowych gromad Chlewice, Gudzisz, Kaleńsko, Namyślin, Porzecze i Reczyce ze zniesionej gminy Boleszkowice oraz obszar dotychczasowej gromady Szumiłowo ze zniesionej gminy Dębno w tymże powiecie. Dla gromady ustalono 12 członków gromadzkiej rady narodowej.
1 stycznia 1972 gromadę Namyślin zniesiono przez przeniesienie siedziby GRN z Namyślina do pozbawionych tego samego dnia praw miejskich Boleszkowic (z włączonym do nich w 1954 roku Wierutnem) i zmianę nazwy jednostki na gromada Boleszkowice.